# Викрасти дитину
«Викрасти дитину», англ. Baby Snatcher — американський телевізійний фільм-драма 1992 року.

## Сюжет
Б'янка Гадсон дуже хоче мати дитину, але не може народити, через це починаються проблеми в родині. Чоловік збирається подати на розлучення, але тут Б'янка повідомляє, що вагітна. Одного разу прийшовши додому, Кел Гадсон знаходить свою дружину непритомною. У лікарні Б'янка дізнається, що всі симптоми, які вона вважала симптомами вагітності, виявилися симптомами цукрового діабету. Чоловік дуже чекає народження дитини, але Б'янка не може розповісти правду, бо втратить шлюб. Вона вирішує викрасти чужу дитину.

## У ролях
| Актор               | Роль             |
| ------------------- | ---------------- |
| Вероніка Гамель     | Б'янка Гадсон    |
| Ненсі Маккеон       | Карен Вільямс    |
| Майкл Медсен        | Кел Гадсон       |
| Девід Духовни       | Девід Андерсон   |
| Пенні Фуллер        | Рут Бенсон       |
| Джон Еванс          | Деполь           |
| Роджер Бірд         | лейтенант Бейлор |
| Пол Джозеф Маккенна | Рассел Бауер     |
| Гретген Грант       | Ліндсі Бауер     |
| Джейсон Рід Грін    | Кевін Вільямс    |
| Кейтлін Брейді      | Дженні Вільямс   |